# Руликовские
Руликовские (пол. Rulikowski) — дворянский род, герба Кораб.
Происходит из Малой Польши и восходящий к концу XV века. В XVIII веке Руликовские были послами на сеймах и занимали высшие земские должности.
Вацлав Иосифович Руликовский (родился в 1821 году) — один из известнейших польских геральдистов; написал вместе с С. Радзиминским «Kniaziowie i szlachta» (Краков, 1880).
Род Руликовских внесён в VI часть родословной книги Киевской губернии.